# برژیت کالبرگ
برگیت کولبرگ (سوئدی: Birgit Cullberg; ۳ اوت ۱۹۰۸ – ۸ سپتامبر ۱۹۹۹) طراح رقص، رقصنده، و بالرین اهل سوئد بود.